# Marie-Gérard Dubois
Marie-Gérard Dubois (* 26. November 1929 in Lille; † 2. Juli 2011 in Soligny-la-Trappe, Département Orne) war ein französischer römisch-katholischer Geistlicher, Trappist und Abt.

## Leben und Werk
Gérard Dubois trat 1947 in das Kloster Mont des Cats ein, legte 1949 die zeitliche, sowie 1954 (nach Militärdienst in Algerien) die Feierliche Profess ab und studierte von 1955 bis 1958 Theologie an der Gregoriana in Rom. Nach der Priesterweihe 1957 (durch Kardinal Achille Liénart) war er in seinem Kloster ab 1965 Novizenmeister und ab 1972 Prior. 1976 ging er als Superior in das Kloster La Trappe und war dort (unter dem Ordensnamen Marie-Gérard) von 1977 bis 2003 Abt (Nachfolger: Guerric Reitz-Sejotte).
Dubois war Experte für Liturgiegeschichte. Er gehörte ab 1965 der Liturgiekommission der Trappisten an, sowie ab 1967 der Commission Francophone Cistercienne pour la création de textes liturgiques (CFC), deren Präsident er wurde. Von 1977 bis 2010 war er (nach Abschaffung der Kommission) Liturgiesekretär der Trappisten (Nachfolger: Justin Sheehan, Trappistenabtei Genesee).

## Werke
- (Hrsg.) Cîteaux. Documents contemporains émanant des Chapîtres généraux de l’Ordre Cistercien de la stricte observance. (Cîteaux – commentarii cistercienses : Texts et documents ; 4). Cîteaux 1991.
- Le Bonheur en Dieu. Souvenirs et réflexions du père abbé de La Trappe. Robert Laffont, Paris 1995, 1997 (unter Mitwirkung von Michel Damien).  
  - (italienisch) Passione estrema per l’assoluto.  Piemme, Casale Monferrato 1997.
  - (polnisch) Szczęście w Bogu. Wspomnienia i refleksje opata trapistów z opactwa La Trappe. Krakau 2000.
- I Trappisti. Storia e spiritualità. Abbazia di San Benedetto, Seregno 2002.
- La Joie en Dieu. Les trois âges de la vie spirituelle. Presses de la Renaissance, Paris 2011.